# LED

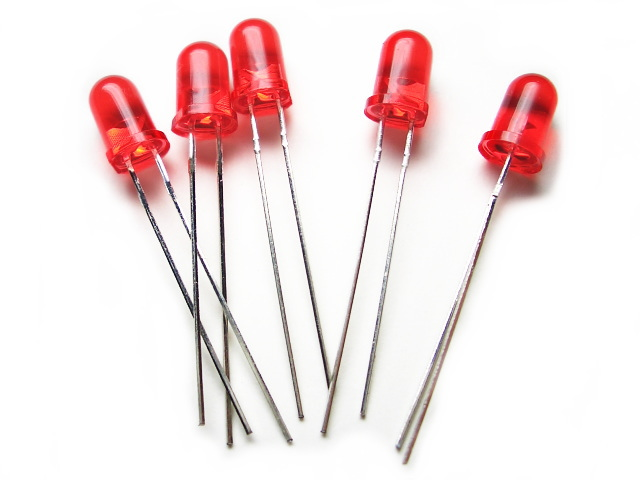
Alcuni LED di colore rosso.

Il diodo a emissione di luce, in sigla LED (dall'inglese: Light Emitting Diodes), è un dispositivo optoelettronico che sfrutta la capacità di alcuni materiali semiconduttori di produrre fotoni attraverso un fenomeno di emissione spontanea quando attraversati da una corrente elettrica.
Il materiale semiconduttore presenta due zone drogate differentemente in modo da avere portatori di carica opposta, elettroni e lacune, i quali secondo i principi di funzionamento del diodo a giunzione si ricombinano emettendo energia sotto forma di fotoni. Il primo LED fu sviluppato nel 1962 da Nick Holonyak Jr.. Nel 2014 è stato assegnato il premio Nobel per la fisica a Isamu Akasaki e Hiroshi Amano dell'Università di Nagoya e a Shūji Nakamura dell'Università della California, Santa Barbara per le ricerche sul LED a luce blu.
Negli anni novanta, vennero realizzati LED con efficienza sempre più elevata e in una gamma di colori sempre maggiore, ma fu l'invenzione del led di colore blu a permettere di ottenere la luce bianca, ottenuta mischiando il blu il verde ed il rosso (RGB). Parallelamente, è aumentata la quantità di luce emessa a livelli competitivi con quelli delle comuni lampadine. Nell'illuminotecnica, il LED si configura come una tecnologia ad alta efficienza che garantisce un ottimo risparmio energetico.

## Storia

### I primi dispositivi

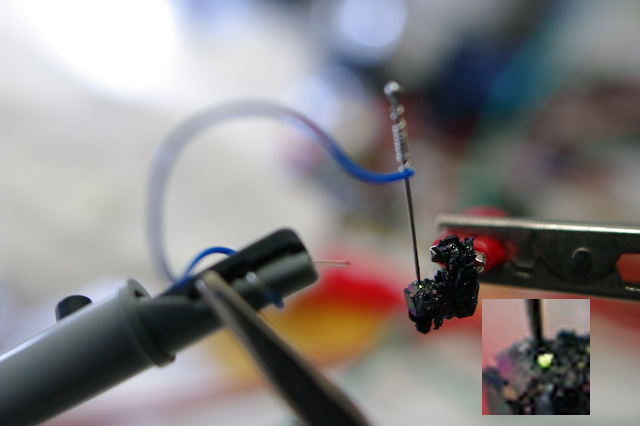
Riproduzione dell'esperimento di Henry Joseph Round

Nel 1907, presso i laboratori della Marconi Company, Henry Joseph Round scoprì l'effetto della fotoluminescenza usando del carburo di silicio (SiC) e il componente di una radio. Esattamente vent'anni dopo, Oleg Losev pubblicò in Russia una teoria, dove affermava di aver creato l'equivalente di un LED rudimentale; nonostante la pubblicazione fosse uscita anche nell'Impero tedesco e in quello britannico, per decenni non si trovarono applicazioni pratiche per la sua invenzione.
Nel 1936, ai laboratori di Marie Curie, il fisico Georges Destriau ottenne elettroluminescenza (che lui stesso definì "luce Losev") incapsulando del solfuro di zinco (ZnS) in un contenitore al cui interno applicò un campo elettrico alternato. Tre anni dopo, gli ungheresi Zoltán Bay e György Szigeti brevettarono un dispositivo in carburo di silicio in grado di emettere luce bianca o bianca tendente al giallo o verde, in base all'impurità presente. Nel 1951, Kurt Lehovec, Carl Accardo e Edward Jamgochian capirono per la prima volta il reale funzionamento di un diodo in grado di emettere luce, utilizzando cristalli di carburo di silicio e come fonte elettrica una batteria e un generatore di impulsi, confrontando nei due anni successivi i risultati ottenuti con altri ricavati variando il tipo di cristalli e la loro purezza.
Nel 1955, Rubin Braunstein, della Radio Corporation of America, ottenne emissione di luce infrarossa da arseniuro di gallio (GaAs) e da altri semiconduttori, come l'antimoniuro di gallio (GaSb), il fosfuro di indio (InP) e il germaniuro di silicio (SiGe), sia a temperatura ambiente sia a 77 kelvin. Due anni dopo, dimostrò che dei dispositivi rudimentali potevano essere usati per comunicare a breve distanza; tali dispositivi sarebbero stati poi utilizzati nelle comunicazioni ottiche.

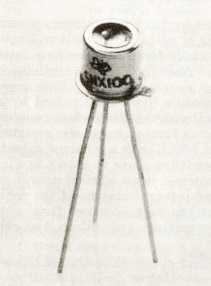
Il primo LED emisferico, l'SNX-100

Nel settembre 1961, alla Texas Instruments, James R. Biard e Gary Pittman scoprirono che un diodo ad effetto tunnel con substrato in arseniuro di gallio era in grado di emettere luce infrarossa con lunghezza d'onda di 900 nanometri. In ottobre, dimostrarono l'efficacia della comunicazione tra tale diodo e un fotorivelatore isolato elettricamente. L'8 agosto 1962, Biard e Pittman fecero richiesta di un brevetto dal titolo "Diodo radiante a semiconduttore": un diodo con giunzione p-n e zinco diffuso, con il catodo distanziato per permettere un'emissione efficiente di luce infrarossa quando il dispositivo è nella cosiddetta polarizzazione diretta. Dopo aver ricevuto richieste anche da General Electric, Radio Corporation of America, IBM, Bell Laboratories e MIT Lincoln Laboratory, l'ufficio brevetti statunitense consegnò ai due inventori il brevetto per il diodo a emissione di luce infrarossa in arseniuro di gallio, il primo vero LED per uso pratico. Subito dopo, la Texas Instruments diede il via ad un progetto per la loro realizzazione e, nell'ottobre del 1962, la società annunciò la messa in produzione a scopo commerciale di LED con struttura cristallina di arseniuro di gallio in grado di emettere luce con lunghezza d'onda di 890 nanometri.
Il primo LED ad emissione nello spettro visibile fu sviluppato alla General Electric da Nick Holonyak Jr. che pubblicò al riguardo un articolo il 1º dicembre 1962. L'aver ottenuto un LED con emissione nel visibile, quindi l'aver realizzato per la prima volta un componente elettronico in grado di emettere luce percepibile dall'uomo, rese Holonyak all'occhio del pubblico come il "padre" del LED. Nel 1972, George Craford, ex studente di Holonyak, realizzò il primo LED a luce gialla e migliorò di un fattore dieci l'emissione di luce dei LED rossi e rosso-arancio. Quattro anni dopo, T. P. Pearsall creò il primo LED ad alta efficienza e luminescenza, ottenendo nuovi composti semiconduttori adatti specificamente alle trasmissioni su fibra ottica.

### L'utilizzo di massa

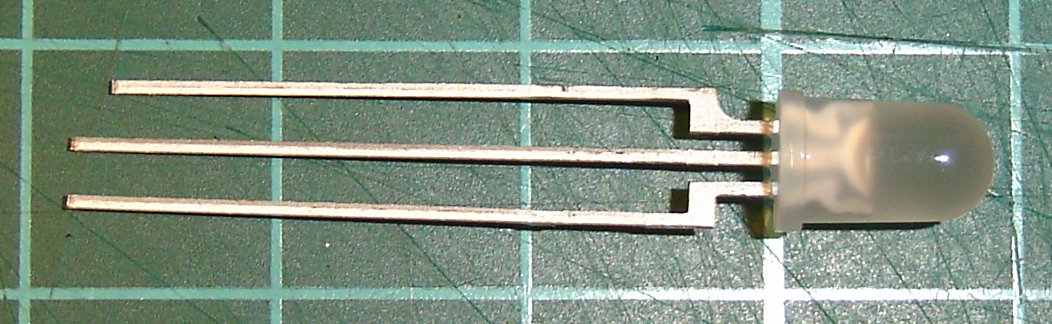
LED a due colori

I primi LED commerciali furono impiegati per sostituire alcune lampade a incandescenza e al neon, per i display a sette segmenti, per gli optoisolatori, per equipaggiamenti costosi da laboratorio dapprima e per poi passare a calcolatrici, televisori, radio, telefoni e molto altro. Sia i LED a infrarossi sia quelli nel visibile erano però ancora estremamente costosi, nell'ordine dei duecento dollari ciascuno, di conseguenza erano usati relativamente poco. A partire dal 1968, la Monsanto Company fu la prima al mondo a iniziare la produzione in massa di LED nel visibile, usando gallio, arsenico e fosforo per realizzare LED rossi adatti come indicatori (frecce, numeri, ecc). Successivamente, iniziarono a essere disponibili altri colori e i LED cominciarono ad apparire su svariati altri equipaggiamenti e dispositivi. Negli anni settanta, dispositivi a LED venivano prodotti e commercializzati a meno di cinque centesimi ciascuno. Tali diodi erano formati da chip in semiconduttore fabbricati con il processo planare di crescita ideato da Jean Hoerni alla Fairchild Semiconductor. La combinazione di questo processo con metodi di incapsulamento innovativi permise alla Fairchild, sotto la guida del pioniere dell'optoelettronica Thomas Brandt, di ridurre fortemente i costi di produzione, facendo da apri pista per tutti gli altri produttori.

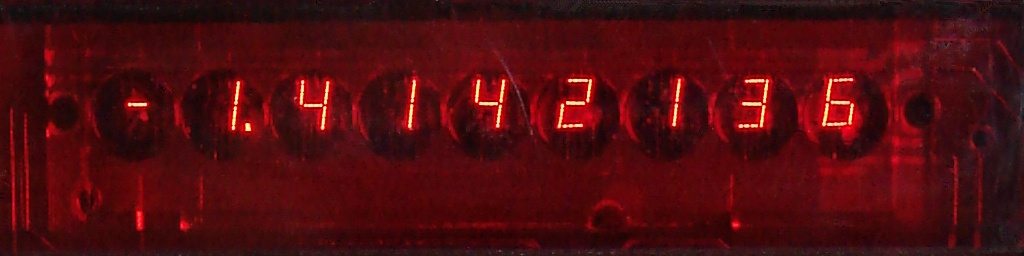
Display di una calcolatrice TI-30 (ca. 1978). Le lenti in plastica aumentavano l'intensità luminosa dei singoli LED

I primi LED avevano un involucro metallico simile a quello usato per i transistor, con una lente di vetro per il passaggio dei fotoni. Successivamente si passò a involucri trasparenti in plastica, di varie forme, e spesso con tinte corrispondenti al colore della luce emessa. Nel caso di LED infrarossi, la tinta può essere applicata per ottenere l'effetto contrario, ossia bloccare l'uscita di luce visibile. Specifici incapsulamenti sono stati poi ideati per la dissipazione efficiente di calore dei LED ad alta potenza.

### L'avvento dei LED blu
Il primo LED blu-violetto fu realizzato con nitruro di gallio (GaN) dopato con magnesio all'Università di Stanford nel 1972 da Herb Maruska e Wally Rhines, dottorandi in scienza dei materiali e ingegneria. L'anno precedente, un ex collega di Maruska, Jacques Pankive, assieme a Ed Miller, alla Radio Corporation of America, ottennero per la prima volta elettroluminescenza blu attraverso il nitruro di gallio però con drogaggio in zinco: da esso, poi, ottennero il primo diodo in nitruro di gallio a emettere luce verde. Nel 1974, Maruska, Rhines e il professor David Stevenson ricevettero il brevetto per la loro invenzione. Negli anni settanta, non si riuscì a trovare un uso pratico per diodi in nitruro di gallio dopati con magnesio e la ricerca rallentò, per ritornare in auge decenni dopo con lo sviluppo di LED blu e diodi laser.
Nell'agosto 1989, la Cree fu la prima società a commercializzare LED blu in carburo di silicio, quindi con una banda proibita indiretta che però rende il dispositivo molto poco efficiente. Sempre alla fine degli anni ottanta, dei traguardi chiave nella crescita epitassiale del nitruro di gallio con drogaggio di accettori portarono i dispositivi optoelettronici nell'era moderna. Su queste basi, nel 1991 Theodore Moustakas, della Boston University, ideò un metodo per la produzione di LED blu ad alta luminescenza attraverso un processo in due sole fasi, ottenendo un brevetto sei anni dopo.
Nel 1993, con un processo di crescita simile a quello di Moustakas, Shūji Nakamura, della Nichia, realizzò a sua volta un LED blu ad alta luminescenza. Sia Moustakas che Nakamura ricevettero un brevetto e ciò generò confusione su chi fosse il vero inventore del LED blu in nitruro di gallio, infatti Moustakas scoprì il suo metodo per primo ma la sua registrazione all'ufficio brevetti fu successiva a quella di Nakamura. La possibilità di produrre su scala industriale LED blu aprì allo sviluppo di nuove tecnologie e applicazioni nei decenni successivi, tanto che Nakamura ricevette nel 2006 il premio Millennium Technology e nel 2014, assieme a Hiroshi Amano e Isamu Akasaki, il premio Nobel per la fisica.
Parallelamente, a Nagoya, Isamu Akasaki e lo stesso Hiroshi Amano lavorarono allo sviluppo di un metodo di crescita del nitruro di gallio su un substrato di zaffiro, dopati con accettori, e sulla dimostrazione della maggiore efficienza di LED realizzati con questo procedimento. Nel 1995, all'Università di Cardiff, Alberto Barbieri studiò l'efficienza e l'affidabilità di LED ad alta luminescenza con una struttura formata da strati in fosfuro di alluminio, gallio e indio (AlGaInP) e arseniuro di gallio (GaAs), con un "contatto trasparente" ossia una pellicola trasparente di ossido di indio-stagno (noto anche come ITO, Indium tin oxide).
Tra il 2001 e il 2002, furono dimostrati con successo dei metodi di crescita del nitruro di gallio su silicio e, nel gennaio del 2012, OSRAM trovò il modo di produrre in quantità industriale LED in nitruro di indio e gallio (InGaN) cresciuti su substrati di silicio. Almeno fino al 2017, le aziende produttrici utilizzarono substrati di carburo di silicio, anche se il più comune rimase lo zaffiro poiché possiede proprietà molto simili al nitruro di gallio, cosa che riduce la formazione di difetti nella sua struttura cristallina durante la crescita.
Alla fine del decennio, Samsung e l'Università di Cambridge effettuano ricerche sui LED in nitruro di gallio cresciuti su substrato in silicio, inizialmente seguiti da Toshiba che però poi ne interrompe la ricerca. Alcuni hanno optato per la crescita epitassiale tramite litografia a nanostampa, mentre altri per una crescita multistrato per ridurre le differenze tra strutture cristalline e tasso di espansione termica, nel tentativo di evitare rotture del chip alle alte temperature, diminuire l'emissione di calore e aumentare l'efficienza luminosa.

### I LED bianchi e l'uso nell'illuminazione

Illustrazione della Legge di Haitz, dello stesso tipo della più famosa legge di Moore, che mostra l'aumento dell'intensità luminosa dei LED negli anni; le ordinate sono in scala logaritmica

La luce bianca può essere prodotta usando congiuntamente LED di colore diverso: uno rosso, uno verde e uno blu; tuttavia la qualità del colore sarà bassa poiché solo tre strette bande dello spettro visibile vengono usate. Un metodo migliore prevede di sfruttare un LED blu ad alta efficienza, sfruttando le proprietà del fosforo per ottenere luce bianca. In questi dispositivi, quando la luce del LED blu colpisce uno strato sovrastante di fosforo, dopato con granato di ittrio, alluminio (YAG) e cerio (Y3Al5O12:Ce), produce una luce fluorescente gialla: l'effetto complessivo di luce blu e luce gialla ha una larghezza di banda molto ampia e quindi viene percepito come luce bianca dall'occhio umano, con indice di resa cromatica superiore a quello del bianco ottenuto combinando LED rossi, verdi e blu.
Come per i suoi predecessori, il primo LED bianco era costoso e inefficiente. Tuttavia, il miglioramento nella potenza luminosa emessa crebbe esponenzialmente: gli sviluppi e le ricerche più recenti sono stati portati avanti da aziende giapponesi, coreane e cinesi, come Panasonic, Nichia, Samsung e Kingsun. L'andamento di questa crescita è definito dalla Legge di Haitz (in figura), che prende il nome da Roland Haitz.
L'emissione di luce e l'efficienza dei LED blu-violetto crebbe e contemporaneamente il costo dei dispositivi cadde, permettendo di produrre LED bianchi a potenza relativamente alta, potenzialmente adatti a sostituire l'illuminazione tradizionale.
Negli anni dieci del duemila, i LED bianchi sperimentali producevano 303 lumen per watt di corrente elettrica immessa, con una durata anche di centomila ore, anche se quelli in commercio si fermavano a 223 lumen per watt. In confronto a una lampada a incandescenza, si ottenne quindi un sostanziale incremento dell'efficienza elettrica a parità di prezzo e, a volte, a un costo persino inferiore.

## Funzionamento

### L'elettroluminescenza

Rappresentazione di un LED in polarizzazione diretta: sopra schema della sua giunzione p-n, sotto il corrispondente diagramma a bande

Un LED è un particolare tipo di diodo a giunzione p-n formato da sottili strati di materiale semiconduttore e in grado di emettere luce quando attraversato da una corrente elettrica, per mezzo di un fenomeno noto come elettroluminescenza. Quando al diodo viene imposta una tensione diretta gli elettroni vengono sospinti attraverso la regione n mentre le lacune attraverso la regione p, finendo entrambi nella cosiddetta "regione attiva", nei pressi della giunzione stessa, la cui naturale barriera di potenziale viene abbassata dalla tensione impressa. A favorire il passaggio di cariche elettriche è determinante il differente drogaggio di tipo p e n delle rispettive regioni. Elettroni e lacune si spostano di livello energetico in livello energetico: i primi all'interno nella banda di conduzione del semiconduttore mentre le seconde in quella di valenza.
Le due bande sono le uniche zone energetiche in cui la struttura atomica del materiale permette ai portatori di carica di muoversi e la differenza tra banda di conduzione e di valenza viene definita banda proibita. Quando elettroni e lacune si ricombinano, fenomeno immaginabile come rappresentato in figura, rilasciano una certa quantità di energia definita proprio da questa banda proibita: se essa è sufficientemente elevata questi pacchetti energetici saranno fotoni e la ricombinazione viene definita "radiativa", altrimenti sarà calore (fononi) e la ricombinazione è definita "non-radiativa". Se il chip ha uno spessore sufficientemente ridotto, un ragionevole numero di fotoni può abbandonarlo e il dispositivo può essere visto quindi come un trasduttore elettro-ottico.

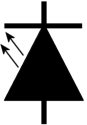
Simbolo circuitale del LED

La frequenza, e quindi il colore se visibile, della radiazione emessa è definita anch'essa dalla banda proibita. Maggiore è l'energia rilasciata minore sarà la lunghezza d'onda e viceversa. La scelta dei semiconduttori determina dunque la lunghezza d'onda dell'emissione di picco dei fotoni, l'efficienza nella conversione elettro-ottica e anche l'intensità luminosa in uscita. A titolo di esempio, nei diodi in silicio e germanio l'energia rilasciata nella ricombinazione si disperde in calore poiché i due hanno una banda proibita indiretta, molto poco adatta allo scopo di un LED, mentre nei diodi prodotti con arseniuro di gallio e nitruro di gallio vengono generati dei fotoni, dato che la banda proibita è diretta, ossia i minimi della banda di conduzione coincidono con i picchi della banda di valenza favorendo il "salto" dei portatori di carica.

### L'uscita dei fotoni dal semiconduttore

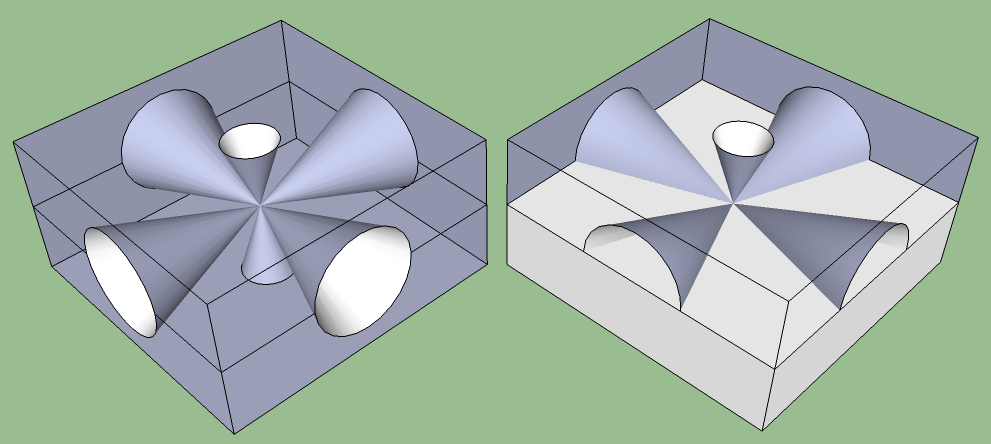
Esempio idealizzato dei coni di emissione da una sorgente puntiforme. A sinistra un wafer completamente trasparente, a destra uno trasparente a metà

Solitamente, se non viene applicata una patina esterna ai semiconduttori, questi possiedono un indice di rifrazione alto rispetto a quello dell'aria. In generale, un chip semiconduttore con superfici piatte e prive di patine genera al suo interno luce in ogni direzione ma solo una parte di essa riesce ad uscire, formando un cosiddetto "cono di luce" o "cono di fuga". I fotoni generati dalla sorgente puntiforme (la punta del cono) impattano nel loro viaggio la superficie del wafer di silicio e se l'angolo di impatto supera l'angolo critico i fotoni vengono totalmente riflessi all'interno del wafer stesso, come se si scontrassero con uno specchio. I fotoni che impattano con un angolo inferiore a quello critico, e che quindi riescono a uscire, durante il loro percorso attraversano le regioni di spazio che sono i coni disegnati in figura.
I fotoni riflessi, se non riassorbiti dal semiconduttore, possono ovviamente uscire da qualunque altra superficie se incidono con un angolo che non superi quello critico. Nel caso di un blocco di semiconduttore analogo a quello in figura, cioè con superfici tra loro perpendicolari, queste agiscono tutte come specchi ad angolo e la maggior parte dei fotoni non riusciranno mai a uscire, disperdendo nel tempo la loro energia in calore. Superfici irregolari "a faccette", o simili a una lente di Fresnel, possono permettere a una maggior quantità di fotoni di uscire. La forma ideale per l'emissione sarebbe quindi sferica, in modo da non avere superfici su cui i fotoni impattano con angolo superiore a quello critico. Un'altra soluzione, quella fisicamente utilizzata, prevede di realizzare il diodo con una forma emisferica, la cui superficie piatta agisce da specchio cosicché i fotoni siano riflessi indietro ed escano dalla metà sferica.
Quanto detto, influisce molto sull'efficienza di emissione dei LED e anche nella capacità di assorbimento della luce delle celle fotovoltaiche.

### I rivestimenti
Molti LED vengono incapsulati nella plastica, colorata o trasparente. Ciò viene fatto principalmente per tre motivi:
1. collegare successivamente il componente ad altri dispositivi risulta più semplice;
2. i fili elettrici collegati al diodo hanno così un supporto fisico che ne favorisce la protezione da eventuali danni;
3. la plastica agisce come un mezzo fisico intermedio tra il semiconduttore con indice di riflessione relativamente alto e l'aria con indice basso.[77]

La terza condizione favorisce la fuoriuscita della luce dal semiconduttore riducendo la riflessione di Fresnel dei fotoni; ciò non ingrandisce il cono di luce in uscita dal semiconduttore, quindi non aumenta il numero di fotoni emessi, semplicemente amplia il loro angolo di direzione. Incapsulare il diodo con un rivestimento ricurvo ne aumenta ulteriormente l'efficienza.

## Caratteristiche

### Emissione luminosa
Il LED può avere un'emissione:
- Continua, il LED emette costantemente luce.
- Intermittente, il LED emette luce a intervalli di tempo regolari, effetto ottenibile con circuiti astabili o con LED intermittenti.

#### Spettro luminoso

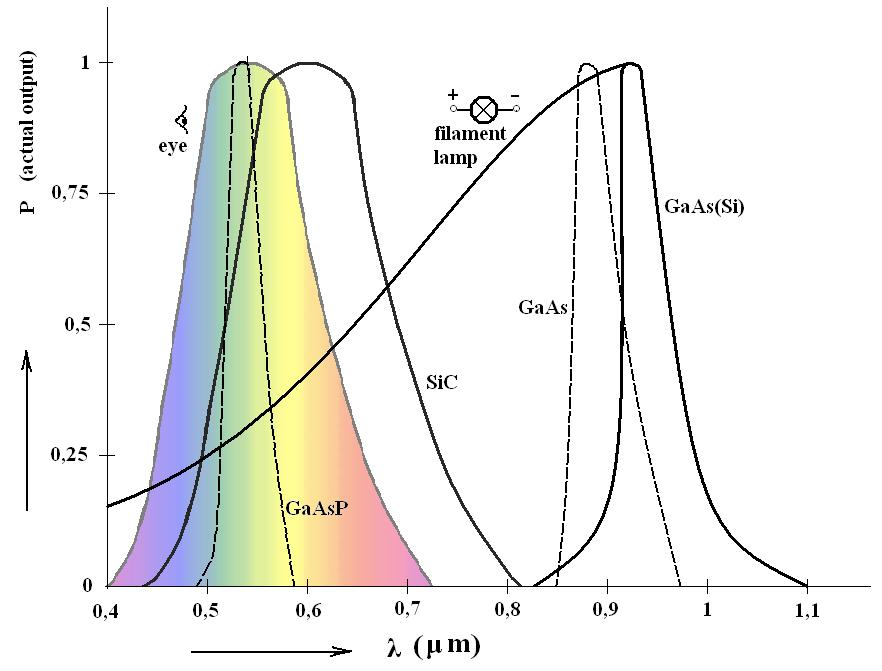
Spettro luminoso di vari LED, messi a confronto con lo spettro visivo dell'occhio umano e della lampada a incandescenza

Lo spettro luminoso dei LED varia molto a seconda del LED. Se il LED è usato per illuminazione si ha generalmente una buona copertura del suo spettro, che può essere sfruttato anche al 100%; in altre applicazioni esistono LED che emettono luce non visibile.

#### Colore della luce emessa
A seconda del materiale utilizzato, i LED producono i seguenti colori:
- AlGaAs - rosso e infrarosso
- GaAlP - verde
- GaAsP - rosso, rosso-arancione, arancione e giallo
- GaN - verde e blu
- GaP - rosso, giallo e verde
- ZnSe - blu
- InGaN - blu-verde, blu
- InGaAlP - rosso-arancione, arancione, giallo e verde
- SiC come substrato - blu
- Diamante (C) - ultravioletto
- Silicio (Si) come substrato - blu (in sviluppo)
- Zaffiro (Al2O3) come substrato - blu

Spettri LED per vari semiconduttori

La tensione applicata alla giunzione dei LED dipende dalla banda proibita del materiale che a sua volta determina il colore della luce emessa, come riportato nella seguente tabella:
| Tipo LED             | tensione di giunzione Vf (volt) |
| -------------------- | ------------------------------- |
| Colore infrarosso    | 1,3                             |
| Colore rosso         | 1,8                             |
| Colore giallo        | 1,9                             |
| Colore verde         | 2,0                             |
| Colore arancione     | 2,0                             |
| Flash blu/bianco     | 3,0                             |
| Colore blu           | 3,5                             |
| Colore ultravioletto | 4 - 4,5                         |

### Temperatura di colore
L'esigenza di disporre di una discreta varietà di tonalità di colore in luce bianca, necessità prevalente nell'illuminazione all'interno degli edifici, ha indotto i costruttori a differenziare sensibilmente questi dispositivi in base alla temperatura di colore, così che sul mercato sono presenti dispositivi selezionati e suddivisi fino a 6 fasce di temperatura, che spaziano da 2700 K (tonalità "calda") a oltre 8000 K (luce "fredda").

### Efficienza e affidabilità

Grafico di durata in ore di un LED in base alla temperatura di giunzione (J.T.) e il relativo flusso luminoso (Φ_{v})

I LED sono particolarmente interessanti per le loro caratteristiche di elevata efficienza luminosa A.U./A e di affidabilità
I primi LED ad alta efficienza furono studiati dall'ingegnere Alberto Barbieri presso i laboratori dell'università di Cardiff nel 1995, caratterizzando le ottime proprietà per dispositivi in AlGaInP/GaAs con contatto trasparente di indio e stagno (ITO), gettando così le basi per l'alta efficienza.
L'evoluzione dei materiali è stata quindi la chiave per ottenere sorgenti luminose che hanno le caratteristiche adatte a sostituire quasi tutte quelle ad oggi utilizzate.
Nei primi telefoni cellulari erano presenti nel formato più piccolo in commercio per l'illuminazione dei tasti. Attualmente, i più piccoli chip emissivi costituiscono la zona attiva dei LED denominati COB (Chip On Board), minuscole strisce di die disposte a matrice direttamente sul substrato del dispositivo: ne è un esempio il dispositivo Cree cxa2590 nella versione a 2700 K, il disco di 19 mm di diametro emette 6000 lumen con resa cromatica 95. Su alcuni modelli di autovetture e ciclomotori di nuova produzione sono presenti in sostituzione delle lampade a filamento per le luci di "posizione" e "stop". Sul mercato sono già presenti dispositivi sostitutivi diretti dei faretti e lampadine alogene, aventi identico standard dimensionale. Per l'illuminazione stradale sono disponibili lampioni analoghi ai tradizionali. La quantità di luce necessaria per ogni applicazione è realizzata con matrici di die in numero vario. Per esempio un dispositivo da 100 watt è realizzato disponendo 100 die da 1 watt in una matrice quadrata 10 × 10. La potenza massima raggiunta attualmente in un singolo dispositivo è di circa un kilowatt.
L'incremento di efficienza è in continuo aumento: il 13 febbraio 2013 il produttore Cree ha annunciato il raggiungimento di 276 lumen per watt in luce bianca, temperatura di colore di 4401 K, con il dispositivo Xlamp alimentato a 350 mA. Un netto miglioramento, quasi una svolta sul piano dell'affidabilità, era già stato introdotto con il dispositivo MT-G, immesso sul mercato il 22 febbraio 2011 come diretto sostituto del faretto alogeno standard MR16. Per la prima volta la caratterizzazione dei parametri di questo LED è effettuata alla temperatura di 85 °C rispetto ai canonici 25 °C e nei successivi dispositivi i principali parametri sono riferiti ad entrambe le temperature.
I LED hanno un tempo di vita molto variabile a seconda del flusso luminoso, della corrente di lavoro e della temperatura d'esercizio.

### Alimentazione
Il modo corretto di alimentare un LED è quello di fornire al dispositivo una corrente costante polarizzata, il cui valore è indicato dal costruttore nel relativo datasheet. Ciò si può ottenere utilizzando un generatore di corrente o più semplicemente ponendo in serie al LED un resistore di valore appropriato, col compito di limitare la corrente che vi scorre. In questo caso la potenza in eccesso viene dissipata in calore nel resistore di limitazione collegato in serie al LED.
Questa soluzione è tecnicamente corretta dal punto di vista elettrico, ma penalizza l'efficienza del sistema (come dimostrato più avanti) e, data la variazione resistiva del sistema secondo la temperatura alla quale lavora, non garantisce al LED un preciso flusso di corrente corrispondente alle specifiche del costruttore. Il valore di tensione presente ai capi del dispositivo, anch'esso dichiarato come specifica nominale di targa, è diretta conseguenza del valore di corrente fornito. Allo stato attuale, torce portatili per uso professionale, speleologia, uso subacqueo, militare, o sport agonistico notturno usano LED montati meccanicamente anche a gruppi, con conseguenti correnti di alimentazione che possono raggiungere le decine di Ampere. Per esempio il dispositivo singolo monochip con sigla SST-90 può assorbire fino a 9 Ampere. L'informazione più appropriata per l'utilizzo dei LED di potenza si ottiene dai datasheet del costruttore: in particolare, il grafico che correla la corrente assorbita con la quantità di luce emessa (lumen), è il migliore aiuto per conoscere le caratteristiche del dispositivo.
Volendo approntare il semplice circuito con resistenza in serie, Rs è calcolato mediante la legge di Ohm e la legge di Kirchhoff conoscendo la corrente di lavoro richiesta If, la tensione di alimentazione Vs e la tensione di giunzione del LED alla corrente di lavoro data, Vf.

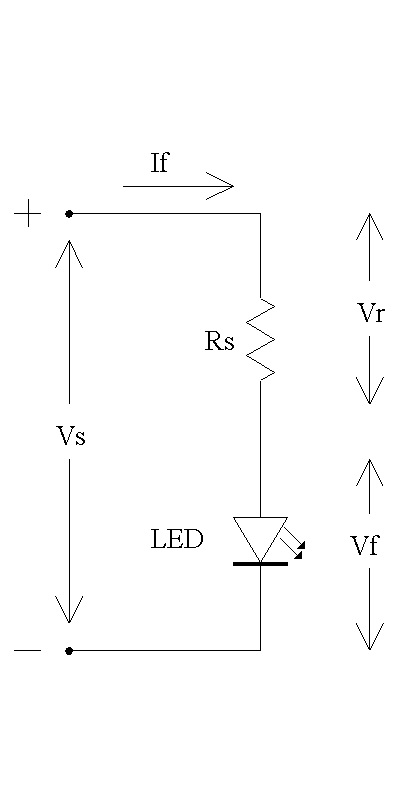
Grandezze elettriche per il calcolo della resistenza di alimentazione di un LED.

Nel dettaglio, la formula per calcolare la resistenza in serie necessaria è:
{\displaystyle R_{s}={V_{s}-V_{f} \over I_{f}}} che ha come unità di misura {\displaystyle \mathrm {Ohm} =\mathrm {Volt \over Ampere} }
Si dimostra la formula considerando il LED come una seconda resistenza di valore {\displaystyle {V_{f} \over I_{f}}\;},
e ponendo Vs uguale alla somma delle tensioni ai capi della resistenza e del LED:
{\displaystyle V_{s}=V_{r}+V_{f}=R_{s}I_{f}+{V_{f} \over I_{f}}I_{f}}
quindi
{\displaystyle R_{s}I_{f}=V_{s}-V_{f};}
da cui la formula di cui sopra.
Esempio: ipotizzando Vs = 12 V, Vf = 1,8 V e If = 20 mA si ha
{\displaystyle R_{s}={V_{s}-V_{f} \over I_{f}}={12-1{,}8 \over 0{,}02}=510\;\Omega }

Calcolo energetico: il solo LED dissipa una potenza di {\displaystyle P_{l}=V_{f}I_{f}=1,8*0,02=0,036W\;},
mentre la resistenza Rs dissipa una potenza di {\displaystyle P_{r}=R_{s}I_{f}^{2}=510*0,02^{2}=0,204W\;}. 

Come si osserva, la potenza in eccesso dissipata dalla resistenza Rs è molto maggiore della potenza richiesta dal LED.
In caso di piccole potenze il fatto non è significativo, ma in caso di potenze rilevanti l'alimentazione lineare appena illustrata diventa dispendiosa e si preferisce adottare altri sistemi più efficienti, come ad esempio gli alimentatori a commutazione (switching).
In linea generale, quando non si possiede il datasheet specifico, si può considerare per i LED consueti di diametro 5 mm una tensione Vf pari a circa 2 V e una corrente di lavoro If prudenziale di 10-15 mA, fino a 20 mA. Valori superiori di corrente sono in genere sopportati, ma non assicurano un funzionamento duraturo. In base alla formula di calcolo della resistenza in serie, il suo valore dovrà essere compreso tra:
{\displaystyle R_{s}(max)={12-2 \over 0{,}010}=1000\;\Omega } (valore standard = {\displaystyle 1k\;\Omega })
{\displaystyle R_{s}(min)={12-2 \over 0{,}020}=500\;\Omega } (valore standard = {\displaystyle 560\;\Omega })
I LED ad alta efficienza richiedono mediamente correnti dieci volte inferiori, quindi per le relative resistenze di caduta Rs si possono adottare valori dieci volte superiori.
Per i LED di tipo flash, per i quali come si è detto la corrente può variare tra 20 e 40 mA, i valori minimo e massimo della resistenza saranno 250 e 500 (valori standard 270 ohm e 470 ohm).
Poiché i LED sopportano una bassa tensione inversa (solo pochi volt), se vengono alimentati a corrente alternata occorre proteggerli ponendovi in parallelo un diodo con polarità invertita rispetto al LED ("antiparallelo"). Non è consigliabile inserire un diodo in serie per due motivi: in primo luogo la tensione di alimentazione dovrebbe essere superiore alla somma delle due tensioni di giunzione. In secondo luogo, nel caso di alimentazione invertita la tensione potrebbe ripartirsi sui due diodi in modo da superare comunque la tensione inversa sopportata dal LED.
In qualche caso, si può usare un ponte di quattro diodi per assicurare che una corrente diretta scorra sempre attraverso il LED. In questo caso, saranno sempre interessati due diodi e quindi la tensione d'alimentazione dovrà sempre essere superiore al doppio della tensione di giunzione.
Se si vuole alimentare un LED con la tensione di rete senza che il circuito dissipi troppa energia nella resistenza in serie, si può usare un circuito costituito da un condensatore collegato in serie ad una sezione, che consiste nel LED in parallelo ad un diodo di protezione, (con polarità invertita per limitare la tensione inversa) e al tutto seguirà ancora in serie, un resistore di protezione, che serve a limitare la scarica all'accensione. Il valore del resistore sarà un decimo della reattanza del condensatore alla frequenza di rete. Il valore della capacità del condensatore dipenderà dalla reattanza (impedenza) che lo stesso dovrà presentare alla frequenza di rete per far scorrere la voluta corrente (If) nel LED.
La massima quantità di luce che può essere emessa da un LED è limitata essenzialmente dalla massima corrente media sopportabile, che è determinata dalla massima potenza dissipabile dal chip. I recenti dispositivi progettati per impieghi professionali hanno una forma adatta ad accogliere un dissipatore termico, necessario per smaltire il calore prodotto: sono ormai in commercio LED a luce bianca con potenza di 500 watt e oltre e corrente assorbita di 20 ampere. Quando sono richieste potenze più elevate normalmente si tende a non usare correnti continue, ma a sfruttare correnti pulsanti con duty cycle scelto in maniera opportuna. Ciò permette un notevole incremento della corrente e quindi della luce, mentre la corrente media e la potenza dissipata rimangono nei limiti consentiti. L'adozione di questi alimentatori switching aumenta di molto anche il rendimento, diminuendo drasticamente la potenza persa per la regolazione.

### Alimentatori commerciali
Sono caratterizzati da tre parametri principali: potenza in W, corrente fornita in mA su una o più uscite, e tensione di uscita in V. La tensione di uscita non è fissa, ma è compresa tra un valore minimo e uno massimo, per garantire che la corrente si mantenga costantemente al suo valore nominale. La tensione fornita dipenderà dal tipo di LED impiegati e dal loro numero. Essendo di norma i LED collegati in serie tra loro, la tensione sarà pari alla somma delle singole tensioni a regime ai capi di ciascun dispositivo. Un esempio pratico: ambiente dotato di 8 faretti con LED da 700 mA, nel datasheet è riportato che con questa corrente di lavoro, ai capi del LED è presente una tensione di 11,7 V, pertanto, posti in serie, 11,7 x 8 = 93,6 V, per fare accendere in modo corretto gli 8 faretti, occorre un alimentatore da 700 mA che fornisca 93,6 V in uscita mentre se i faretti fossero 7 dovrebbe fornire 81,9 V. Si comprende quindi la necessità di disporre in uscita all'alimentatore di un range di tensione più ampio possibile, in modo da offrire sufficiente flessibilità nel progetto di illuminazione di ambienti. Nel nostro esempio la potenza di un singolo faretto è data da 700 mA x 11,7 V e la potenza totale è 8,19 x 8 = 65,52 W. Occorre scegliere un alimentatore di questa potenza o leggermente superiore, il range di tensione di uno degli alimentatori commerciali adatto a questo esempio spazia da 64 a 129 V.

#### Polarizzazione di un LED indicatore
Solitamente il terminale più lungo di un LED indicatore (diametro package 3 mm, 5 mm o superiori) è l'anodo (+) e quello più corto è il catodo (-).
In caso il LED sia già saldato su piastra o i terminali siano stati tagliati alla stessa dimensione e/o non sia possibile riconoscere la polarità dai terminali, se si osserva attentamente dentro l'involucro plastico si noterà un terminale più grosso catodo (-) e uno più piccolo anodo (+) esattamente l'opposto di quanto accade ai terminali esterni.
Per polarizzare correttamente un LED possiamo usufruire inoltre di una caratteristica particolare del package: se si guarda infatti il LED dall'alto, si può notare come la parte laterale del package non sia regolare, ma squadrata da un lato: questa "squadratura" identifica il catodo (-). Nel caso dei LED 3 mm, si rende necessario l'uso di un tester in quanto tale "segno", se presente, è quasi non visibile.
Se si utilizza un tester, dopo aver selezionato la scala di resistenza con fattore 1 (X1), se si pone il puntale positivo sull'anodo e il puntale negativo sul catodo, il tester segnerà un valore di resistenza dell'ordine di qualche centinaio di ohm, nel caso il tester fosse un modello analogico con pila di alimentazione a 3 volt, se il LED è efficiente, essendo polarizzato direttamente, il piccolo flusso di corrente che lo attraversa lo farà accendere, invertendo i puntali, invece, il tester non dovrà segnare alcuna continuità.

#### Assorbimento
L'assorbimento di corrente di alimentazione entrante nel dispositivo varia molto in funzione del tipo di LED: sono minori nei LED normali usati come indicatori rispetto a quelli ad alta luminosità (LED flash e di potenza), secondo la seguente tabella:
| Tipo di LED       | Assorbimento (mA) |
| ----------------- | ----------------- |
| LED basso consumo | 3 - 10            |
| LED normali       | 10 - 15           |
| LED flash         | 20 - 40           |
| LED di potenza    | 100 - 20000       |

## Utilizzi

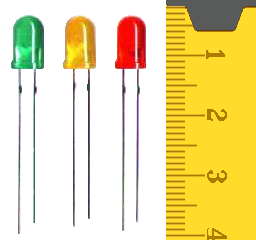
Vari tipi di LED

I LED in questi anni si sono diffusi in tutte le applicazioni in cui serve:
- elevata affidabilità;
- lunga durata;
- elevata efficienza;
- basso consumo.

Alcuni utilizzi principali sono:
- telecomandi a infrarossi;
- indicatori di stato (lampadine spia o standby);
- retroilluminazione di display LCD;
- semafori stradali;
- dispositivi luminosi obbligatori di autovetture e motocicli;
- lampeggianti dei veicoli d'emergenza di ultima generazione (ambulanze, guardia di finanza, carabinieri, polizia, polizia locale ecc.);
- cartelloni a messaggio variabile;
- Illuminazione;
- comunicazioni ottiche di breve distanza in sostituzione del più costoso laser;
- segnalazione degli ostacoli al volo (installazione su strutture particolarmente elevate, attraverso sistemi di sollevamento in quota di apparecchiature).

Dal 2006 la città di Raleigh, nel Carolina del Nord, è considerata la prima città a LED del mondo, per il consistente rinnovamento tecnologico attuato dalla cittadina per promuovere l'uso dell'illuminazione a LED.
Anche se non è molto noto, i LED colpiti da radiazione luminosa nello spettro visibile, infrarosso o ultravioletto, a seconda del LED utilizzato come ricevitore, producono elettricità esattamente come un modulo fotovoltaico. I LED di colore blu e infrarosso producono tensioni considerevoli. Questa particolarità rende possibile l'applicazione dei LED per sistemi di ricezione di impulsi luminosi. Intorno a questa proprietà sono stati sviluppati molti prodotti industriali come sensori di distanza, sensori di colore, sensori tattili e ricetrasmettitori. Nel campo dell'elettronica di consumo il sistema di comunicazione irDA è un buon esempio proprio perché sfrutta appieno questa particolarità.

### Forza commerciale

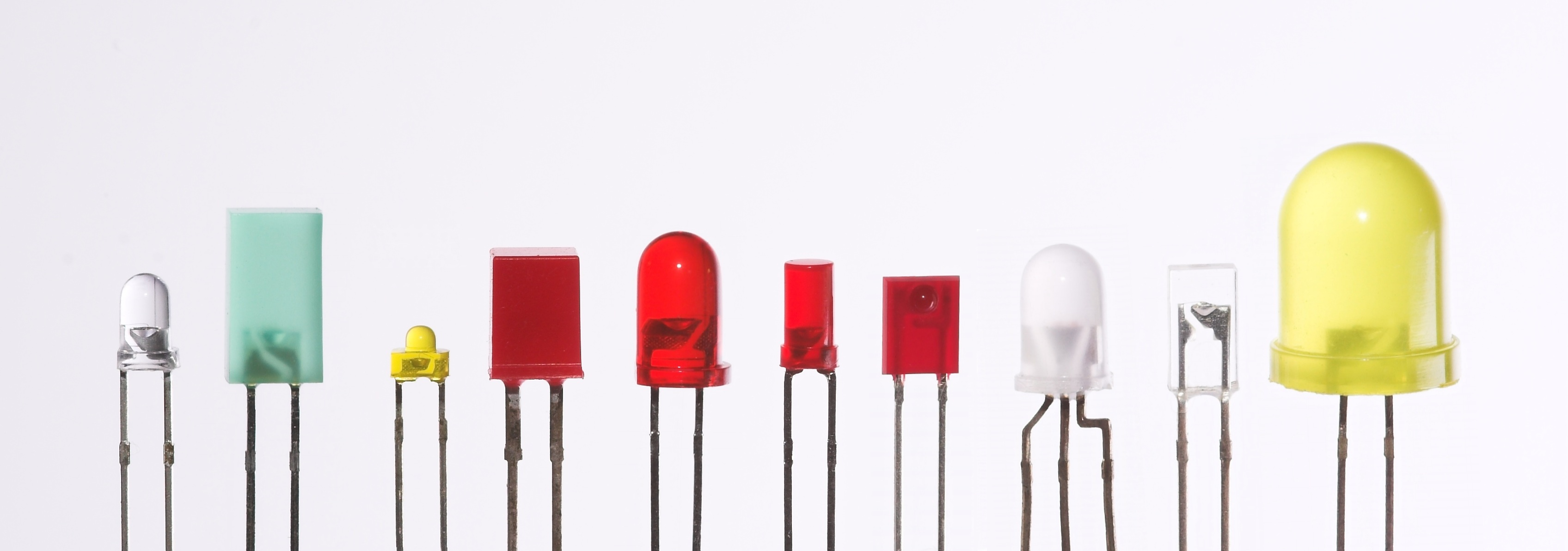
Vari tipi di LED indicatori spia

La forza commerciale di questi dispositivi si basa sulla loro capacità di ottenere elevata luminosità (molte volte maggiore di quella delle lampade a filamento di tungsteno), sul basso prezzo, sull'elevata efficienza ed affidabilità (la durata di un LED è di uno-due ordini di grandezza superiore a quella delle classiche sorgenti luminose, specie in condizioni di stress meccanici). I LED lavorano a bassa tensione, possiedono alta velocità di commutazione e la loro tecnologia di costruzione è compatibile con quella dei circuiti integrati al silicio.

## Evoluzione

### LED SMD
Un modulo LED SMD è un tipo di modulo LED che utilizza la tecnologia di montaggio a superficie (SMT) per montare i chip LED sulle schede a circuito stampato (PCB).

### LED COB
Un LED COB (LED Chip On Board) è un chip di LED multipli saldati direttamente su un substrato a formare un modulo unico.

## Impiego nell'illuminazione

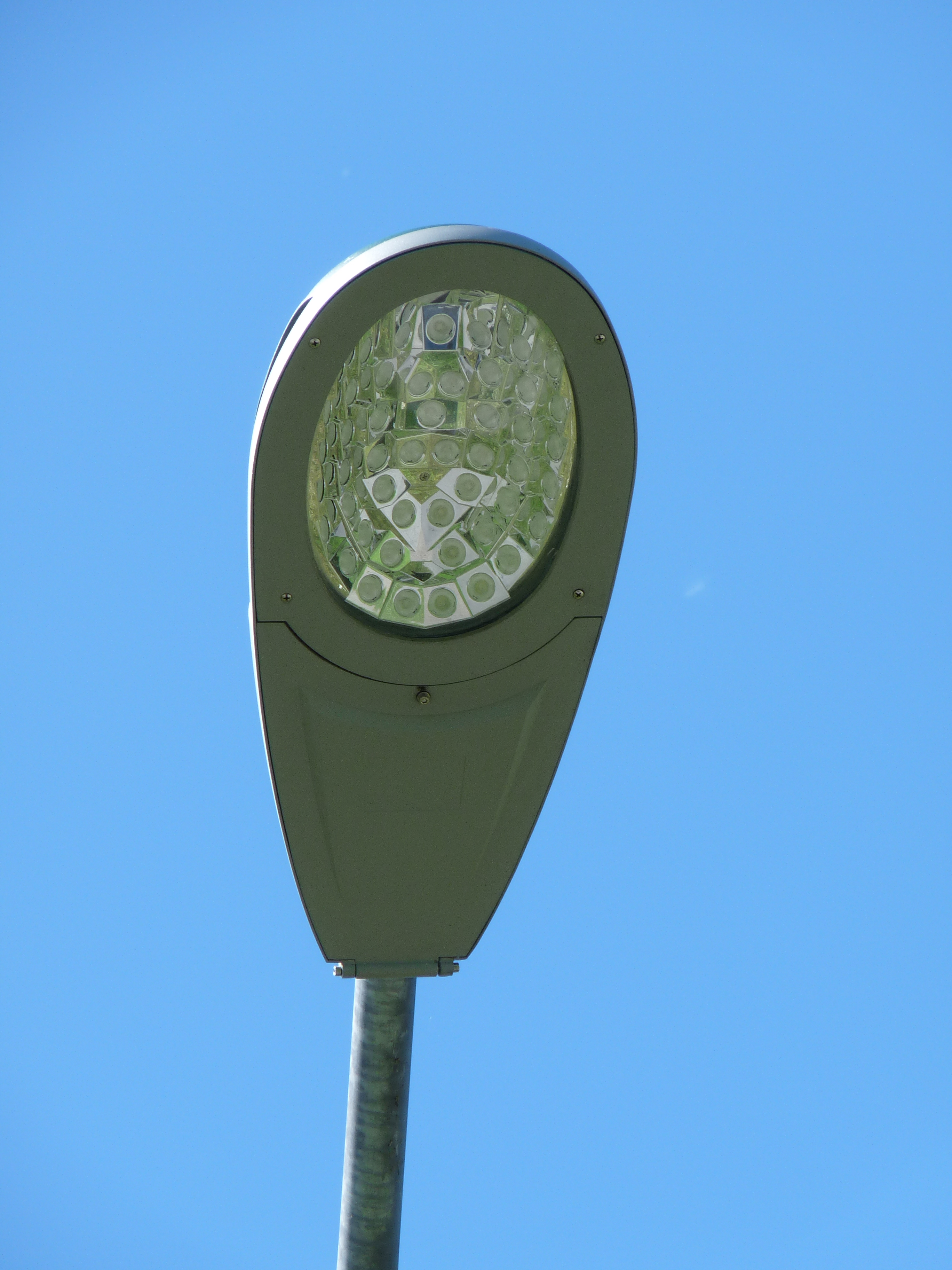
Un lampione stradale a LED

I LED sono sempre più utilizzati in ambito illuminotecnico in sostituzione di alcune sorgenti di luce tradizionali. Il loro utilizzo nell'illuminazione domestica, quindi in sostituzione di lampada a incandescenza, alogene o fluorescenti compatte (comunemente chiamate a risparmio energetico in quanto hanno una resa superiore), è oggi possibile con notevoli risultati, raggiunti grazie alle tecniche innovative sviluppate nel campo.
All'inizio della ricerca l'efficienza luminosa quantità di luce/consumo (lm/W), era stato calcolato nel rapporto minimo di 3 a 1, successivamente è migliorato moltissimo. Il limite dei primi dispositivi adatti a essere impiegati in questo tipo di applicazione era l'insufficiente quantità di luce emessa (flusso luminoso espresso in lumen). Questo problema è stato superato con i modelli di ultima generazione, abbinando l'incremento di efficienza alla tecnica di disporre matrici di die nello stesso package collegati tra loro in serie e parallelo o realizzando la matrice direttamente nel substrato del dispositivo. L'efficienza dei dispositivi attuali per uso professionale e civile si attesta ad oltre 120 lm/W che però scendono attorno agli 80 lm/W in dispositivi a luce più calda. Per esempio il dispositivo Cree CXA3050 ha Ra>90 e 2700K. Una lampada a incandescenza da 60 W alimentata a 220 V, emette un flusso luminoso di circa 650 lumen.
Come termine di paragone basti pensare che una lampada ad incandescenza ha un'efficienza luminosa di circa 10-19 lm/W, mentre una lampada ad alogeni circa 12-20 lm/W ed una fluorescente lineare circa 50-110 lm/W. Una minore facilità d'impiego nell'illuminazione funzionale rispetto alle lampade tradizionali è costituita dalle caratteristiche di alimentazione e dissipazione, che influiscono fortemente su emissione luminosa e durata nel tempo. Diventa comunque difficile individuare rapporti diretti tra le varie grandezze, tra le quali entra in gioco anche un ulteriore parametro, ovvero l'angolo di emissione del fascio di luce, che può variare dai circa 4 gradi a oltre 120 gradi, modificabile comunque tramite appropriate lenti poste frontalmente.
I produttori di LED sono produttori di semiconduttori, fabbriche di silicio, mentre le lampadine vengono prevalentemente prodotte da altri fabbricanti. Vi è, pertanto, un certo ritardo tra la data d'immissione sul mercato di un nuovo dispositivo LED e la disponibilità sul mercato di una lampadina che lo utilizzi.

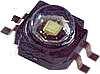
LED ad alta luminosità in tecnologia SMT

I vantaggi dei LED dal punto di vista illuminotecnico sono:
- durata di funzionamento (i LED ad alta emissione arrivano a circa 50.000 ore con una perdita del flusso luminoso del 10% max);
- costi di manutenzione-sostituzione ridotti;
- elevato rendimento (se paragonato a lampade a incandescenza e alogene)
- Luce priva di componenti IR e UV (alta efficienza: nessuna parte dell'energia trasformata in luce è al di fuori dello spettro del visibile);
- facilità di realizzazione di ottiche efficienti di plastica;
- flessibilità di installazione del punto luce;
- possibilità di un forte effetto spot (sorgente quasi puntiforme);
- funzionamento in sicurezza perché a bassissima tensione (normalmente tra i 3 e i 24 Vdc);
- accensione a freddo (fino a -40 °C) senza problemi;
- assenza di mercurio;
- possibilità di creare apparecchi illuminanti di nuova foggia per via dell'impatto dimensionale ridotto;
- possibilità di regolare l'intensità luminosa (solo su alcuni modelli);
- minor calore generato nell'ambiente rispetto ad altre tecnologie per l'illuminazione.

Gli svantaggi sono:
- costi più alti;
- difficoltà nell'ottenere illuminazione diffusa (360°), superata solo recentemente grazie alla tecnologia a filamenti di LED;